# Saison 3 de Drag Race France
La troisième saison de Drag Race France est diffusée pour la première fois du 31 mai 2024 au 19 juillet 2024 sur France.tv Slash et France 2 en France et sur WOW Presents Plus à l'international.
Le 18 octobre 2024, l'émission est renouvelée pour sa troisième saison. Les juges principaux sont Nicky Doll, Daphné Bürki et Kiddy Smile. Le casting est composé de dix candidates et est dévoilé le 24 avril 2024 sur les réseaux sociaux.
La gagnante de la saison reçoit un sceptre et une couronne de la part de Y’Paris d’une valeur de 40 000 euros, un an d’approvisionnement de maquillage chez MAC Cosmetics et un voyage au carnaval de Venise financé par Misterb&b.
La gagnante de la saison est Le Filip, avec Ruby On The Nail comme seconde.

## Candidates
(Les noms et âges donnés sont ceux annoncés au moment de la compétition.)
| Candidate        | Âge | Résidence                             | Classement        |
| ---------------- | --- | ------------------------------------- | ----------------- |
| Le Filip         | 29  | Paris, Île-de-France                  | Gagnante          |
| Ruby On The Nail | 34  | Marseille, Provence-Alpes-Côte d'Azur | Seconde           |
| Leona Winter     | 28  | Perpignan, Occitanie                  | 3e place 4e place |
| Lula Strega      | 27  | Paris, Île-de-France                  | 3e place 4e place |
| Misty Phoenix    | 24  | Avignon, Provence-Alpes-Côte d'Azur   | 5e place          |
| Perseo           | 21  | Las Palmes, Îles Canaries (Espagne)   | 6e place          |
| Norma Bell       | 25  | Saint-Denis, La Réunion               | 7e place          |
| Edeha Noire      | 34  | Lyon, Auvergne-Rhône-Alpes            | 8e place          |
| Magnetica        | 24  | Paris, Île-de-France                  | 9e place          |
| Afrodite Amour   | 27  | Lyon, Auvergne-Rhône-Alpes            | 10e place         |

## Progression des candidates
|                  | Épisode | Épisode | Épisode | Épisode | Épisode | Épisode | Épisode | Épisode        |
| 1                | 2       | 3       | 4       | 5       | 6       | 7       | 8       |                |
| ---------------- | ------- | ------- | ------- | ------- | ------- | ------- | ------- | -------------- |
| Le Filip         | SAFE    | HIGH    | SAFE    | TOP2    | BTM2    | SAFE    | SAFE    | GAGNANTE       |
| Ruby On The Nail | SAFE    | BTM2    | BTM2    | HIGH    | WIN     | WIN     | HIGH    | SECONDE        |
| Leona Winter     | HIGH    | HIGH    | HIGH    | WIN     | SAFE    | HIGH    | BTM2    | ÉLIMINÉE       |
| Lula Strega      | LOW     | SAFE    | WIN     | HIGH    | HIGH    | HIGH    | WIN     | ÉLIMINÉE       |
| Misty Phoenix    | SAFE    | LOW     | HIGH    | HIGH    | HIGH    | BTM2    | ELIM    | INVITÉE        |
| Perseo           | SAFE    | WIN     | LOW     | HIGH    | SAFE    | ELIM    |         | INVITÉE        |
| Norma Bell       | WIN     | LOW     | SAFE    | HIGH    | ELIM    |         |         | MISS SYMPATHIE |
| Edeha Noire      | BTM2    | SAFE    | ELIM    |         |         |         |         | INVITÉE        |
| Magnetica        | HIGH    | ELIM    |         |         |         |         |         | INVITÉE        |
| Afrodite Amour   | ELIM    |         |         |         |         |         |         | INVITÉE        |

 La candidate a gagné Drag Race France.
 La candidate est arrivée seconde.
 La candidate a été éliminée lors de la finale.
 La candidate a été élue Miss Sympathie.
 La candidate a gagné le maxi défi.
 La candidate a été l'une des deux meilleures candidates de la semaine mais n'a pas gagné le lip-sync.
 La candidate a reçu des critiques positives des juges et a été déclarée sauve.
 La candidate a été déclarée sauve.
 La candidate a reçu des critiques négatives des juges mais a été déclarée sauve.
 La candidate a été en danger d’élimination.
 La candidate a été éliminée.

## Lip-syncs
| Épisode | Candidate      | vs. | Candidate        | Chanson                    | Artiste                                            | Candidate éliminée |
| ------- | -------------- | --- | ---------------- | -------------------------- | -------------------------------------------------- | ------------------ |
| 1       | Afrodite Amour | vs. | Edeha Noire      | Sur le fil                 | Jenifer                                            | Afrodite Amour     |
| 2       | Magnetica      | vs. | Ruby On The Nail | Gigi l'amoroso             | Dalida                                             | Magnetica          |
| 3       | Edeha Noire    | vs. | Ruby On The Nail | C'est l'amour              | Clara Luciani                                      | Edeha Noire        |
| Épisode | Candidate      | vs. | Candidate        | Chanson                    | Artiste                                            | Gagnante           |
| 4       | Le Filip       | vs. | Leona Winter     | Pour que tu m'aimes encore | Céline Dion                                        | Leona Winter       |
| Épisode | Candidate      | vs. | Candidate        | Chanson                    | Artiste                                            | Candidate éliminée |
| 5       | Le Filip       | vs. | Norma Bell       | Marcia Baïla               | Les Rita Mitsouko                                  | Norma Bell         |
| 6       | Misty Phoenix  | vs. | Perseo           | Hey Mama                   | David Guetta ft. Afrojack, Nicki Minaj, Bebe Rexha | Perseo             |
| 7       | Leona Winter   | vs. | Misty Phoenix    | En rouge et noir           | Jeanne Mas                                         | Misty Phoenix      |
| Épisode | Candidate      | vs. | Candidate        | Chanson                    | Artiste                                            | Gagnante           |
| 8       | Le Filip       | vs. | Ruby On The Nail | I'm Alive                  | Céline Dion                                        | Le Filip           |

 La candidate a été éliminée après sa première fois en danger d’élimination.
 La candidate a été éliminée après sa deuxième fois en danger d’élimination.
 La candidate a remporté le lip-sync et est déclarée gagnante de l'épisode.
 La candidate a remporté le lip-sync et la saison.

## Juges invités
- Charles de Vilmorin, styliste français[6] ;
- Jenifer, chanteuse française[6] ;
- Guillaume Diop, danseur français[7] ;
- Virginie Efira, actrice franco-belge[7] ;
- Loïc Prigent, journaliste de mode français[8] ;
- Clara Luciani, chanteuse française[8].
- Louane, chanteuse et actrice française[9] ;
- Woodkid, musicien français[9] ;
- Cristina Córdula, styliste franco-brésilienne[10] ;
- Tahnee, humoriste française[10] ;
- Béatrice Dalle, actrice française[11] ;
- Meryl Bie, influenceuse et actrice française[11] ;
- Diane Kruger, actrice et mannequin allemande[12] ;
- Panayotis Pascot, humoriste français[12].

### Invités spéciaux
Certains invités apparaissent lors des épisodes, mais ne font pas partie du panel des jurés.
Épisode 1
- Claude Cormier, chorégraphe français ;
- Jean Ranobrac, photographe français.

Épisode 2
- Les candidates de la deuxième saison de Drag Race France.

Épisode 4
- Fabien, transformiste français ;
- Piche, drag queen française.

Épisode 6
- Sergueï, drag king français.

Épisode 7
- Lova Ladiva, drag queen française ;
- Keiona, drag queen française.

Épisode 8
- Jan, drag queen américaine ;
- Jackie Cox, drag queen américaine ;
- Keiona, drag queen française ;
- Moon, drag queen suisse.

## Épisodes
| Candidate           | Afrodite Amour | Edeha Noire             | Le Filip   | Leona Winter                          | Lula Strega    | Magnetica | Misty Phoenix      | Norma Bell                | Perseo  | Ruby On The Nail |
| Invention française | Clémentine     | Cinématographe Pralines | Guillotine | Droits de l'homme Pistolet à peinture | Cinématographe | Parfum    | Coupe de champagne | Vanille Petite robe noire | Braille | Stylo à bille    |

| Candidate | Edeha Noire | Le Filip | Leona Winter  | Lula Strega | Magnetica | Misty Phoenix | Norma Bell | Perseo   | Ruby On The Nail |
| Talent    | Comédie     | Stand-up | Chant lyrique | Lip-sync    | Chant     | Ballet        | Maloya     | Lip-sync | Piano            |

| Candidate           | Le Filip            | Leona Winter            | Lula Strega                     | Misty Phoenix         | Norma Bell          | Perseo            | Ruby On The Nail           |
| Rôle                | Thérèse Dion        | Céline Dion à Las Vegas | Céline Dion à l'Eurovision      | Céline Dion au Zénith | René Angélil        | Céline Dion jeune | Céline Dion aux États-Unis |
| Référence du défilé | 1994 Robe de mariée | 1994 Robe de mariée     | 1995 Pour que tu m'aimes encore | 2019 Met Gala         | 1983 Champs-Élysées | 2002 I'm Alive    | 1999 Oscars du cinéma      |

| Candidate             | Le Filip         | Leona Winter  | Lula Strega  | Misty Phoenix  | Norma Bell       | Perseo     | Ruby On The Nail |
| Personnage 1          | Dalida           | Ève Angeli    | Barbara      | Lolo Ferrari   | Cristina Córdula | La Veneno  | Jul              |
| Personnage 2          | Arielle Dombasle | Armande Altaï | Chantal Goya | Sylvie Tellier | Père Fouras      | Katy Perry | Isabelle Adjani  |
| Le Grand Méchant Look | Elle Driver      | Dragon        | L'Autre Mère | Méduse         | Grand-mère Kalle | Méduse     | Nosferatu        |

| Candidate finaliste     | Le Filip  | Leona Winter | Lula Strega   | Ruby On The Nail |
| ----------------------- | --------- | ------------ | ------------- | ---------------- |
| Victoire(s)             | 0         | 1            | 2             | 2                |
| Épisode(s)              | —         | Épisode 4    | Épisodes 3, 7 | Épisodes 5, 6    |
| Risque(s) d'élimination | 1         | 1            | 0             | 2                |
| Épisode(s)              | Épisode 5 | Épisode 7    | —             | Épisodes 2, 3    |

## Audiences
Les épisodes sont diffusés en deuxième partie de soirée sur France 2 mais accessibles dès 19 heures sur France.tv.
| Épisode | Jour et horaire de diffusion    | Audience moyenne sur France 2 | Audience moyenne sur France 2 | Références |
| Épisode | Jour et horaire de diffusion    | Nombre de téléspectateurs     | PDM                           | Références |
| ------- | ------------------------------- | ----------------------------- | ----------------------------- | ---------- |
| 1       | 31 mai 2024 (23:04 – 0:17)      | 532 000                       | 6,0 %                         | [ 21 ]     |
| 2       | 7 juin 2024 (22:59 – 0:13)      | NC                            | 4,9 %                         | [ 22 ]     |
| 3       | 14 juin 2024 (23:00 – 0:12)     | NC                            | NC                            |            |
| 4       | 21 juin 2024 (22:55 – 0:12)     | 574 000                       | NC                            | [ 22 ]     |
| 5       | 28 juin 2024 (23:00 – 0:16)     | NC                            | NC                            |            |
| 6       | 5 juillet 2024 (22:39 – 23:51)  | 339 000                       | 1,7 %                         | [ 23 ]     |
| 7       | 12 juillet 2024 (22:47 – 00:04) | 517 000                       | 5,2 %                         | [ 24 ]     |
| 8       | 19 juillet 2024 (22:43 – 00:13) | 554 000                       | 6,2 %                         | [ 23 ]     |

Légende :
- Plus hauts chiffres d’audience
- Plus bas chiffres d’audience

## Tournée
La tournée Elle était une fois... Drag Race France 3 Live! se déroule du 14 septembre 2024 au 14 décembre 2024 en France et en Suisse.
| Date              | Ville       | Pays   | Lieu                                |
| ----------------- | ----------- | ------ | ----------------------------------- |
| Septembre 2024    |             |        |                                     |
| 14 septembre 2024 | Paris       | France | Folies Bergère                      |
| 15 septembre 2024 | Paris       | France | Folies Bergère                      |
| 16 septembre 2024 | Paris       | France | Folies Bergère                      |
| 17 septembre 2024 | Paris       | France | Folies Bergère                      |
| 18 septembre 2024 | Paris       | France | Folies Bergère                      |
| 19 septembre 2024 | Paris       | France | Folies Bergère                      |
| 20 septembre 2024 | Paris       | France | Folies Bergère                      |
| 21 septembre 2024 | Paris       | France | Folies Bergère                      |
| 27 septembre 2024 | Lyon        | France | Amphithéâtre 3000                   |
| 28 septembre 2024 | Lyon        | France | Amphithéâtre 3000                   |
| 30 septembre 2024 | Lille       | France | Théâtre Sébastopol                  |
| Septembre 2024    |             |        |                                     |
| 1er octobre 2024  | Lille       | France | Théâtre Sébastopol                  |
| 2 octobre 2024    | Lille       | France | Théâtre Sébastopol                  |
| 8 octobre 2024    | Nantes      | France | Zénith de Nantes Métropole          |
| 10 octobre 2024   | Rennes      | France | Le Liberté                          |
| 12 octobre 2024   | Tours       | France | Centre international de congrès     |
| 16 octobre 2024   | Bordeaux    | France | Le Pin Galant                       |
| 17 octobre 2024   | Bordeaux    | France | Le Pin Galant                       |
| 19 octobre 2024   | Pau         | France | Zénith de Pau                       |
| 24 octobre 2024   | Montpellier | France | Zénith Sud                          |
| 26 octobre 2024   | Toulouse    | France | Zénith de Toulouse Métropole        |
| 28 octobre 2024   | Marseille   | France | CEPAC Silo                          |
| 30 octobre 2024   | Nice        | France | Palais Nikaïa                       |
| Novembre 2024     |             |        |                                     |
| 2 novembre 2024   | Lausanne    | Suisse | Théâtre de Beaulieu                 |
| 4 novembre 2024   | Genève      | Suisse | Théâtre du Léman                    |
| 6 novembre 2024   | Grenoble    | France | Le Summum                           |
| 9 novembre 2024   | Brest       | France | Brest Arena                         |
| 19 novembre 2024  | Rouen       | France | Zénith de Rouen                     |
| 21 novembre 2024  | Caen        | France | Zénith de Caen                      |
| 23 novembre 2024  | Reims       | France | Reims Arena                         |
| 27 novembre 2024  | Strasbourg  | France | Palais de la musique et des congrès |
| 29 novembre 2024  | Dijon       | France | Zénith de Dijon                     |
| Décembre 2024     |             |        |                                     |
| 3 décembre 2024   | Paris       | France | Folies Bergère                      |
| 4 décembre 2024   | Paris       | France | Folies Bergère                      |
| 5 décembre 2024   | Paris       | France | Folies Bergère                      |
| 6 décembre 2024   | Paris       | France | Folies Bergère                      |
| 7 décembre 2024   | Paris       | France | Folies Bergère                      |
| 8 décembre 2024   | Paris       | France | Folies Bergère                      |
| 9 décembre 2024   | Paris       | France | Folies Bergère                      |
| 10 décembre 2024  | Paris       | France | Folies Bergère                      |
| 11 décembre 2024  | Paris       | France | Folies Bergère                      |
| 12 décembre 2024  | Paris       | France | Folies Bergère                      |
| 13 décembre 2024  | Paris       | France | Folies Bergère                      |
| 14 décembre 2024  | Paris       | France | Folies Bergère                      |